# Oxyrrhis
Genre
Oxyrrhis est un genre de dinoflagellés de la famille des Oxyrrhinaceae. Il est notamment représenté par l'espèce Oxyrrhis marina.
Selon la source, on le considère soit comme étant un genre monotypique ou bien incluant les espèces Oxyrrhis parasitica et O. phaeocysticola.

## Liste d'espèces
Selon AlgaeBase (6 janvier 2019) :
- Oxyrrhis marina Dujardin (espèce type)
- Oxyrrhis parasitica Poche

Selon ITIS (6 janvier 2019) :
- Oxyrrhis marina

Selon NCBI (6 janvier 2019) :
- Oxyrrhis marina
- Oxyrrhis maritima van Meel, 1969

Selon World Register of Marine Species (6 janvier 2019) :
- Oxyrrhis marina Dujardin, 1841
- Oxyrrhis phaeocysticola Scherffel